# Torre (araldica)
Torre è un termine utilizzato in araldica per indicare un edificio fortificato, eminente, tondo e merlato alla guelfa o alla ghibellina di tre pezzi. La torre di forma rotonda non si blasona, mentre va descritta quella di forma quadrata o rettangolare. 
Le varianti vanno indicate, la torre può essere a più palchi ed anche coperta. La torre è detta torricellata quando è sormontata da una o più torricelle di minore dimensione. La torre può essere finestrata. In tal caso è necessario blasonare il numero delle finestre, se aperte o chiuse e la disposizione.
La torre indica frequentemente nobiltà antica e cospicua in quanto solo le famiglie potenti e illustri potevano costruire delle torri. È simbolo di dominio feudale, forza e costanza. La torre è stata spesso assunta nello stemma da chi aveva scavalcato per primo le mura di una fortezza assediata.

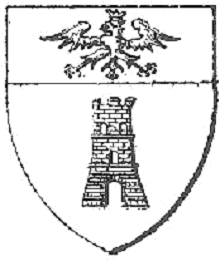
Torre
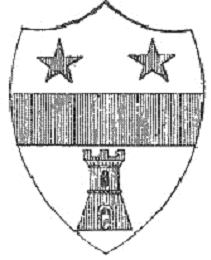
Torre di rosso
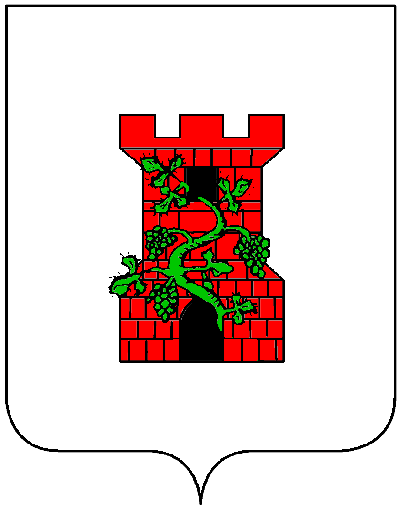
Torre di rosso
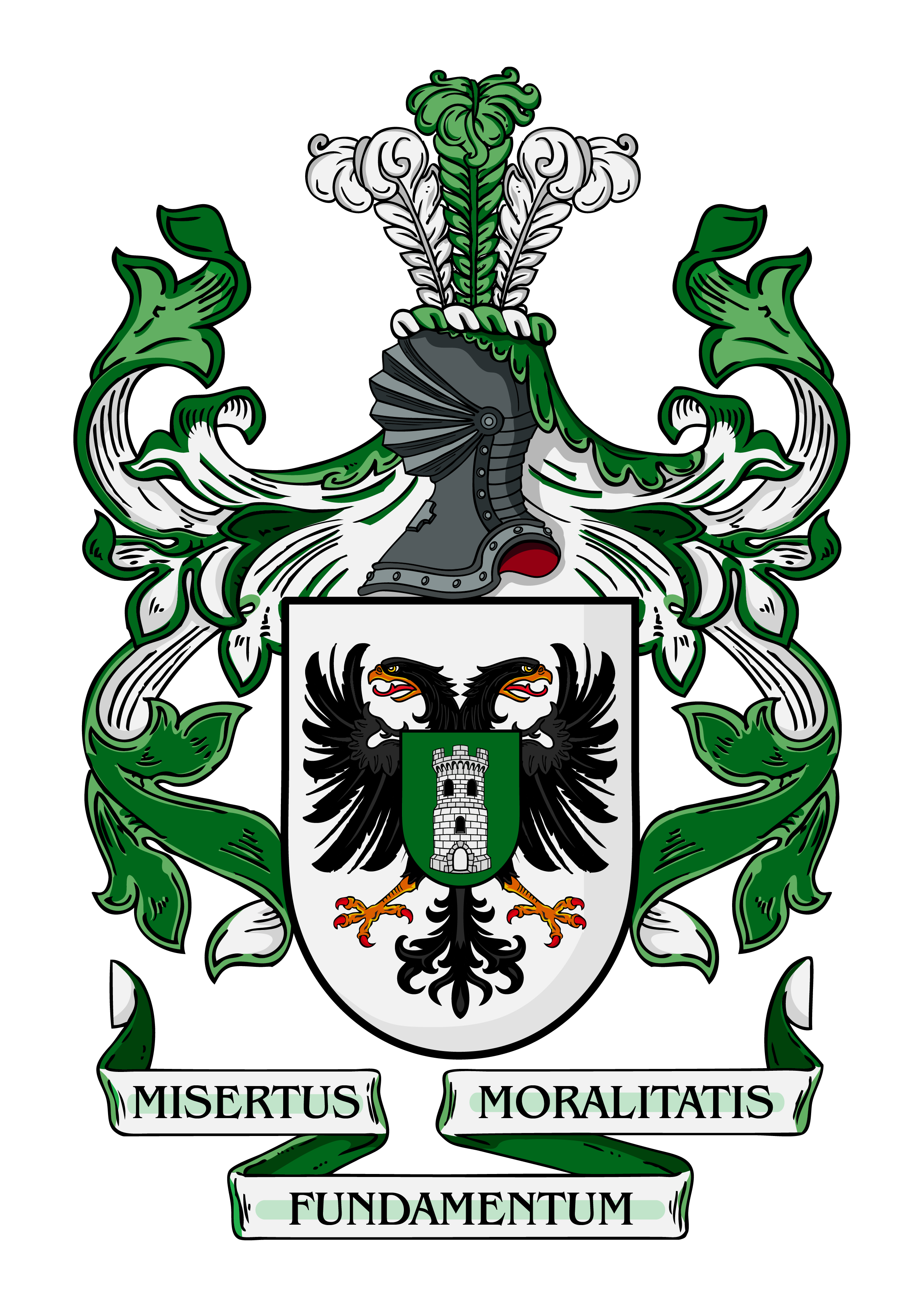
Torre, d'argento, finestrata 2 e 1
Inquartato in decusse: nel 1º e nel 4º cinque torri ordinate in decusse; con la bordura caricata di sette torri d'oro (Villardompardo, Spagna)
Torre diruta (Aranc, Francia)
Torre torricellata o dongionata